# VM i fodbold for kvinder 2019, gruppe B
VM i fodbold for kvinder 2019, gruppe B er en af seks indledende grupper ved VM i fodbold for kvinder 2019. Kampene spilles fra 8. til 17. juni 2018. Gruppen består af Tyskland, Spanien, Sydafrika og Kinas. De øverst placerede hold vil gå videre til ottendedelsfinalerne.

## Gruppe A
| Pos | Hold      | K | V | U | T | M+ | M- | MF | P | Gruppe-resultat            |
| --- | --------- | - | - | - | - | -- | -- | -- | - | -------------------------- |
| 1   | Tyskland  | 3 | 3 | 0 | 0 | 6  | 0  | +6 | 9 | Avancering til Slutspil    |
| 2   | Spanien   | 3 | 1 | 1 | 1 | 3  | 2  | +1 | 4 | Avancering til Slutspil    |
| 3   | Kina      | 3 | 1 | 1 | 1 | 1  | 1  | 0  | 4 | Slutspil eller elimination |
| 4   | Sydafrika | 3 | 0 | 0 | 3 | 1  | 8  | −7 | 0 |                            |